# Jelanowka (Kaliningrad)
Jelanowka (Елановка, deutsch Wackern) war ein Ort in der russischen Oblast Kaliningrad und bis 1945 im Kreis Preußisch Eylau in Ostpreußen. Seine Ortsstelle gehört jetzt zum Munizipalkreis Rajon Bagrationowsk (Stadtkreis Preußisch Eylau).

## Geographische Lage
Jelanowka liegt im südlichen Westen der Oblast Kaliningrad, elf Kilometer nordöstlich der früheren Kreis- und heutigen Rajonshauptstadt Preußisch Eylau (russisch Bagrationowsk).

## Geschichte

### Ortsgeschichte
Um 1400 wurde das große Gut Waccaros (vor 1785 bis 1950 Wackern genannt) gegründet und war über Jahrzehnte dem Gutsbezirk Stablack (russisch Dolgorukowo) zugehörig.
Am 7. Mai 1874 wurde Wackern Amtsdorf und damit namensgebend für einen Amtsbezirk im ostpreußischen Kreis Preußisch Eylau., dem zunächst sieben Ortschaften, am Ende – aufgrund struktureller Veränderungen – nur noch drei zugeordnet waren.
Im Jahre 1910 zählte Wackern mit seinen Ortschaften, den Vorwerken Alkehnen und Skerwitten, 219 Einwohner.
Am 30. September 1928 vergrößerte sich Wackern, als sich die beiden Gutsbezirke Supplitten (russisch Podlesje) und Wackern zur neuen Landgemeinde Wackern zusammenschlossen. Die Einwohnerzahlen beliefen sich im Jahr 1933 auf 247 und im Jahre 1939 auf 249.
Mit dem gesamten nördlichen Ostpreußen kam Wackern 1945 in Kriegsfolge zur Sowjetunion. Die deutsche Ortsbezeichnung durfte der Ort noch bis 1950 führen, bis er dann in „Jelanowka“ umbenannt wurde. 1947 wurde er in den Tschapajewski selski Sowet (Dorfsowjet Tschpajewski (Schlauthienen)). Doch eine neue Besiedlung scheint nicht vorgenommen worden zu sein, in jedem Fall steht fest, dass die Ortsstelle bereits vor 1975 verlassen war und heute nun auch als untergegangener Ort zählt.

### Amtsbezirk Wackern (1874–1945)
Der Amtsbezirk Wackern umfasste in der Zeit seines Bestehens die Orte:
| Deutscher Name | Russischer Name | Anmerkungen                           |
| -------------- | --------------- | ------------------------------------- |
| Domtau         | Dolgorukowo     |                                       |
| Grundfeld      | Tschapajewo     | 1928 nach Schlauthienen eingegliedert |
| Jerlauken      | Tschapajewo     | 1928 nach Schlauthienen eingegliedert |
| Pompicken      | Dolgorukowo     | 1928 nach Schlauthienen eingegliedert |
| Schlauthienen  | Tschapajewo     |                                       |
| Supplitten     | Podlessje       | 1928 nach Wackern eingegliedert       |
| Wackern        | Jelanowka       |                                       |

## Religion
Bis 1938 war Wackern mit seiner überwiegend evangelischen Bevölkerung in das Kirchspiel der Dorfkirche Klein Dexen (russisch Furmanowo) in der Kirchenprovinz Ostpreußen der Kirche der Altpreußischen Union eingepfarrt. Als wegen der Anlage eines Truppenübungsplatzes die kleine Kirche abgerissen wurde, kam Wackern 1938 zur neu erbauten Kirche in Stablack.

## Verkehr
Die Ortsstelle von Jelanowka resp. Wackern liegt nördlich einer Straße, die Pogranitschnoje (Hussehnen) mit Dolgorukowo (Domtau) verbindet. Von der ebenfalls untergegangenen Ortsstelle Alkehnen führt ein Landweg nach Jelanokwa.